# أوسامو هيروسي
أُوسامو هيروسي (باليابانية: 広瀬 治) (مواليد 6 يونيو 1965)، هو لاعب كرة قدم ياباني سابق كان يلعب كلاعب وسط.

## وصلات خارجية
- أوسامو هيروسي على موقع رابطة كرة القدم اليابانية للمحترفين (اليابانية)
- أوسامو هيروسي على موقع عالم كرة القدم.نت (الإنجليزية)